# Siphonogorgia squarrosa
Siphonogorgia squarrosa is een zachte koraalsoort uit de familie Nidaliidae. De koraalsoort komt uit het geslacht Siphonogorgia. Siphonogorgia squarrosa werd in 1878 voor het eerst wetenschappelijk beschreven door Studer. 